# نقش‌نمای اضافه

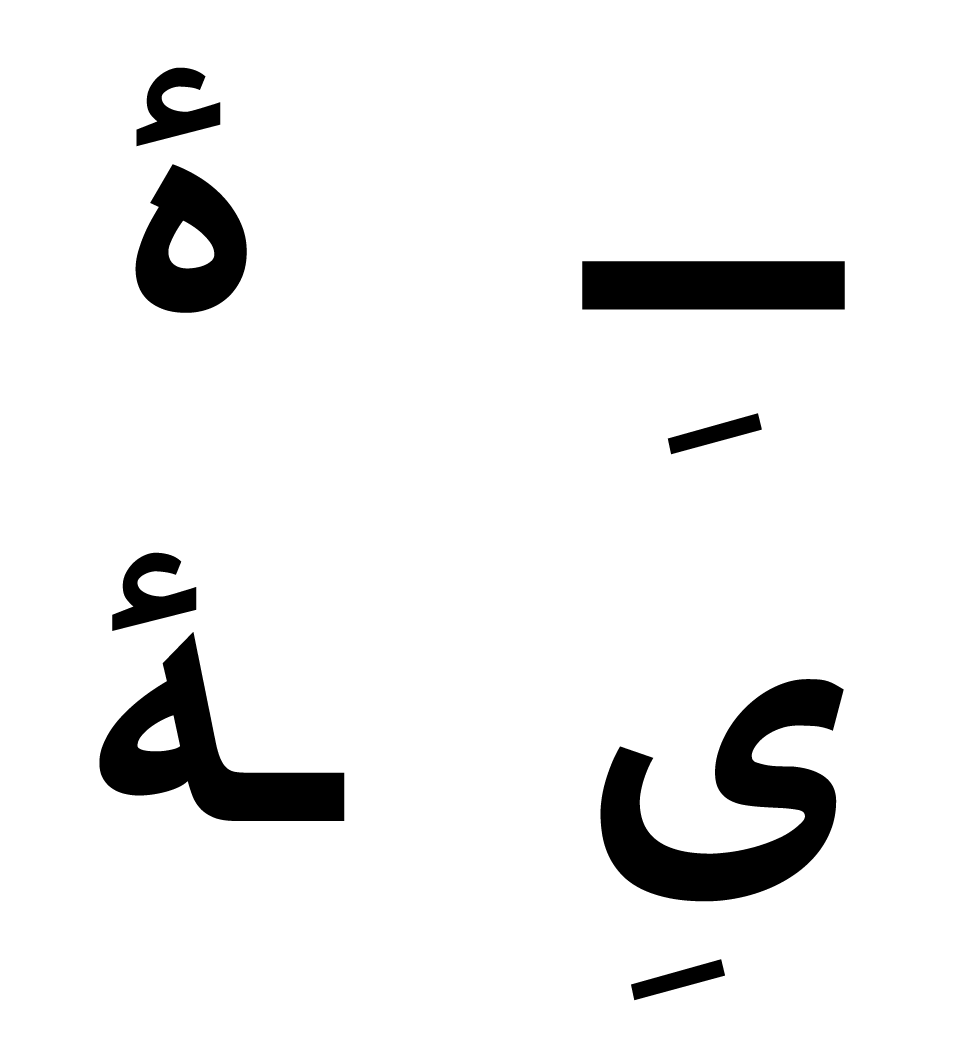
نگارش نقش‌نمای اضافه و موصوف (کسرهٔ اضافه) در الفبای فارسی

نقش‌نمای اضافه و موصوف فارسی که گاهی به آن تنها «نقش‌نمای اضافه» گفته می‌شود، واژه‌بستی در زبان فارسی است که برای نشان دادن یک ترکیب اضافی یا ترکیب وصفی به‌کار می‌رود. این نقش‌نما، نقشِ واژهٔ پیش از خود را تعیین می‌کند؛ یعنی این‌که بودنِ آن پس از یک واژه به معنای این است که آن واژه نقش «مضاف» یا «موصوف» دارد.
برای نمونه، در ترکیب اضافیِ «کتابِ من» و نیز در ترکیب وصفیِ «کتابِ خوب»، کسرهٔ پس از حرف پایانی واژهٔ «کتاب» نقش‌نمای اضافه است.

## صورت آوایی
این نقش‌نما دو صورت آوایی دارد.
- صورت نخست: وقتی که واژهٔ نخست به یک همخوان ختم شود؛ در این حالت، صورت آواییِ آن به‌صورت e- است.
- صورت دوم: وقتی که واژهٔ نخست به یک واکه ختم شود؛ در این حالت، صورت آواییِ آن به‌صورت ye- است.

## صورت نوشتاری
دربارهٔ صورت نوشتاری این نقش‌نما در وبگاه فرهنگستان زبان و ادب فارسی زیر عنوانِ کسرهٔ اضافه بحث شده است:
کسرهٔ اضافه
نشانهٔ کسرهٔ اضافه در خط آورده نمی‌شود، مگر برای رفع ابهام در کلماتی که دشواری ایجاد می‌کند:

اسبِ سواری/ اسبْ‌سواری
- کلماتی مانند رهرو، پرتو، جلو، در حالت مضاف، گاهی با صامت میانجی «ی» می‌آید، مانند «پرتوی آفتاب» و گاهی بدون آن، مانند «پرتو آفتاب». آوردن یا نیاوردن صامت میانجی «ی» تابع تلفّظ خواهد بود.
- برای کلمات مختوم به «های» غیرملفوظ، در حالت مضاف، از علامت «ـٔ» استفاده می‌شود:

خانهٔ من، نامهٔ او
- «ی»، در کلمه‌های عربی مختوم به «ی» (که «آ» تلفّظ می‌شود)، در اضافه به کلمهٔ بعد از خود، به «الف» تبدیل می‌شود:

عیسای مسیح، موسای کلیم، هوای نَفْس، کُبْرای قیاس
همان‌طور که در بالا ذکر شده است، در نوشتارهای روزمرهٔ مردم این نقش‌نما اغلب نوشته نمی‌شود.
در فارسی تاجیکی به این نقش‌نما ساختار اضافه (изофа) گفته می‌شود و با توجه به الفبا و آوایِشِ تاجیکی، در همه حال به‌صورت حرف (и-) نوشته می‌شود:
духтари хушрўй / دخترِ خوشروی
در گذشته این ساختار شکل تلفظیِ واحدی داشته است.

## غلط‌های رایج
گاهی در زبان فارسی نقش‌نمای اضافه اشتباه به‌کار می‌رود و از ههٔ کسره یا هکسره استفاده می‌شود. عموماً این خطا در به‌کارگیری حرف «ه» به‌جای کسره و برعکس، دیده می‌شود؛ برای نمونه، استفاده از عبارت «کتابه من» به‌جای شکل درست آن که «کتاب من» یا «کتابِ من» است. در پایان جمله نیز گاهی به‌جای استفاده از «ه» به‌جای «است» یا «هست» ممکن است اشتباهاً کسره استفاده شود. نمونه‌هایی از شکل درست و نادرست این عبارت‌ها در زیر آمده است.
شکل درست:
- سوادِ نوشتن
- آدمِ نادان
- درکِ صحیح
- چشمِ زیبا
- حرفِ مردم
- هوا سرده.
- حالت خوبه؟
- نزدیکِ غروبه.

شکل نادرست:
- سواده نوشتن
- آدمه نادان
- درکه صحیح
- چشمه زیبا
- حرفه مردم
- هوا سردِ.
- حالت خوبِ؟
- نزدیکه غروبِ.

با توجه به شباهت تلفظ نقش‌نمای اضافه و یای نکره در فارسی افغانستان، در برخی از متون این دو به‌خطا به‌جای یکدیگر استفاده می‌شوند:
شکل صحیح آن «ادبیاتی که رهبران سیاسی به‌کار می‌برند ثبتِ تاریخ می‌گردد.»
شکل نادرست «ادبیات که رهبران سیاسی به‌کار می‌برند ثبتِ تاریخ می‌گردد.»